# Erenköy, İnönü
Erenköy là một xã thuộc huyện İnönü, tỉnh Eskişehir, Thổ Nhĩ Kỳ. Dân số thời điểm năm 2011 là 329 người.